# Dvorák László
Dvorák László (Kőszeg, 1964. november 24. –) magyar szabadfogású birkózó, edző. Három olimpián, hat világbajnokságon és tíz Európa-bajnokságon indult, tízszeres országos bajnok. Két Európa-bajnokságon (1992, 1996) szerzett ezüstérmet.
Kőszegen kezdett birkózni, nevelőedzője Karner Péter volt. 1974-től 1984-ig a Haladás VSE versenyzője volt. A katonai szolgálata alatt a Honvéd Szondy színeiben szerepelt. 1987-től a BVSC sportolója volt. Edzői Molnár Géza, Tóth István és Kiss Ferenc voltak.
1985-től szerepelt felnőtt világversenyeken. Az 1987-es Európa-bajnokságon nyolcadik volt. Indult az 1988-as olimpián. A következő évben kilencedik helyezést ért el az Eb-n. 1991-ben ötödikként végzett a kontinensviadalon. 1992-ben ezüstérmes volt az Európa-bajnokságon. Az olimpián tizedik volt. 1993-ban világbajnoki, 1994-ben Eb ötödik helyezést szerzett. 1995-ben hatodik lett az Eb-n, negyedik a világbajnokságon. 1996-ban ismét a dobogó második fokára állhatott az Eb-n. Az olimpián kiesett.
Válogatott pályafutása után edzősködött. 1997 januárjában Gulyás István szakvezető mellett a szabadfogású válogatott edzője volt. Ezt a feladatát anyagiak hiányában 1997 júliusáig láthatta el. 1998-tól 2005-ig a Vasas edzője volt. Ezután évekig Svájcban, a Schattdorf csapatánál dolgozott. 2019 áprilisától a magyar szabadfogású birkózó válogatott szövetségi kapitánya.

## Eredményei
Európa-bajnokság
- második: 1992, 1996

magyar bajnokság
szabadfogás 82 kg
- magyar bajnok: 1987, 1988, 1989, 1991, 1992, 1993, 1994, 1995, 1996, 1997
- harmadik: 1985

szabadfogás 85 kg
- magyar bajnok: 1997